# Alexandr Beketov
Alexandr Vladimirovič Beketov (rusky Александр Владимирович Бекетов; * 14. března 1970 Voskresensk, Sovětský svaz) je bývalý ruský sportovní šermíř, který se specializoval na šerm kordem. Rusko reprezentoval mezi muži krátce od roku 1993. Po zisku nečekané zlaté olympijské medaile v roce 1996 do dvou sezon s vrcholovým sportovním šermem skončil. S ruským družstvem kordistů získal v roce 1996 stříbrnou olympijskou medaili.